# Eleccions a l'Assemblea Nacional del Quebec (2012)
Les eleccions generals quebequeses de 2012 van tenir lloc el 4 de setembre. La data fou anunciada pel primer ministre, Jean Charest, l'1 d'agost, quan va dissoldre l'assemblea nacional.
Es tracta d'unes eleccions anticipades, atès que la 39a legislatura tenia mandat fins al desembre de 2013.

## Candidatures

### Partit Liberal del Quebec
El cap del partit –i primer ministre sortint– Jean Charest es presenta per optar a un quart mandat. Fortament castigat a les enquestes de popularitat, apel·la al manteniment de l'ordre, davant un context de conflictivitat social, com a conseqüència d'un augment en les taxes universitàries, que originà gran vaga estudiantil. A més, el Partit Liberal està esquitxat en els casos de corrupció investigats per la comissió Charbonneau.

### Parti Québécois
La cap de l'oposició, Pauline Marois, intentarà per segona vegada conquerir el poder per als independentistes de centreesquerra. A diferència de l'any 2008, les enquestes hi van a favor. Entre les seves propostes no hi ha clarament la convocatòria d'un tercer referèndum d'independència, però sí la derogació de l'augment de taxes universitàries i de la llei 78.

### Coalition Avenir Québec
El líder d'aquesta nova formació autonomista de centredreta és François Legault, exministre del darrer govern péquiste de Bernard Landry. De fet, aquesta formació és producte de la confluència de desertors del Partit Quebequès, d'homes de negocis, independents i, sobretot, de gran part dels membres de l'extinta Action démocratique du Québec.

### Québec Solidaire
Aquesta petita formació d'esquerra alternativa va obtenir en les eleccions precedents un escó per Mercier. En aquestes eleccions cercarà conquerir la veïna circumscripció mont-realesa de Gouin, en la persona de Françoise David.

### Option Nationale
Aquesta formació jove va ser fundada per un dissident del Parti Québécois, Jean-Martin Aussant, que criticava que el partit de Pauline Marois no apostava prou pel sobiranisme.

## Lemes de campanya
| Candidatures | Candidatures              | Sigles | Lema                             | Traducció catalana                    |
| ------------ | ------------------------- | ------ | -------------------------------- | ------------------------------------- |
|              | Partit Liberal del Quebec | PLQ    | Pour le Québec                   | Pel Quebec                            |
|              | Parti Québécois           | PQ     | À nous de choisir                | Ens toca triar                        |
|              | Coalition Avenir Québec   | CAQ    | C'est assez, faut que ça change! | Ja n'hi ha prou. Cal que això canviï! |
|              | Québec solidaire          | QS     | Debout                           | Dempeus                               |
|              | Option nationale          | ON     | ON peut mieux pour le Québec     | Pot ser millor per al Quebec          |

## Resultats per candidatura
Resum Resultats Eleccions generals quebequeses de 2012
| Candidatures | Candidatures                    | 2008 | diss. | Escons | Dif. | Vots      | %     |
| ------------ | ------------------------------- | ---- | ----- | ------ | ---- | --------- | ----- |
|              | Parti Québécois (PQ)            | 51   | 47    | 54     | +3   | 1.393.540 | 31,93 |
|              | Partit Liberal del Quebec (PLQ) | 66   | 64    | 50     | -16  | 1.361.618 | 31,20 |
|              | Coalition avenir Québec (CAQ)   |      | 9     | 19     | +19  | 1.180.758 | 27,05 |
|              | Québec solidaire (QS)           | 1    | 1     | 2      | +1   | 263.233   | 6,03  |
|              | Option Nationale (ON)           | -    | 1     | -      |      | 82.857    | 1,90  |
|              | Partit Verd del Quebec (PVQ)    |      |       |        |      | 43.517    | 1,00  |